# Israele ai XXI Giochi olimpici invernali
Israele ha partecipato ai XXI Giochi olimpici invernali, che si sono svolti dal 12 al 28 febbraio 2010 a Vancouver, in Canada, con una delegazione di 3 atleti.

## Pattinaggio di figura
| Gara              | Atleta                            | Obbligatorio | Obbligatorio | Breve/Originale | Breve/Originale | Libero | Libero | Totale | Totale |
| Gara              | Atleta                            | Punti        | Pos.         | Punti           | Pos.            | Punti  | Pos.   | Punti  | Pos.   |
| ----------------- | --------------------------------- | ------------ | ------------ | --------------- | --------------- | ------ | ------ | ------ | ------ |
| Danza su ghiaccio | Alexandra Zaretsky Roman Zaretsky | 34,38        | 10           | 55,24           | 10              | 90,64  | 10     | 180,26 | 10     |

## Sci alpino
| Gara    | Atleta         | 1° manche | 2° manche | Tempo totale | Posizione |
| ------- | -------------- | --------- | --------- | ------------ | --------- |
| Slalom  | Mikail Renzhin | 52"84     | 56"07     | 1'48"91      | 35        |
| Gigante | Mikail Renzhin | 1'25"77   | 1'28"04   | 2'53"81      | 55        |